# Place des États-Unis
Cet article possède des paronymes, voir Avenue des États-Unis et Boulevard des États-Unis.
La place des États-Unis (anciennement, place de Bitche) est une voie située dans le quartier de Chaillot à Paris dans le 16e arrondissement.

## Situation et accès

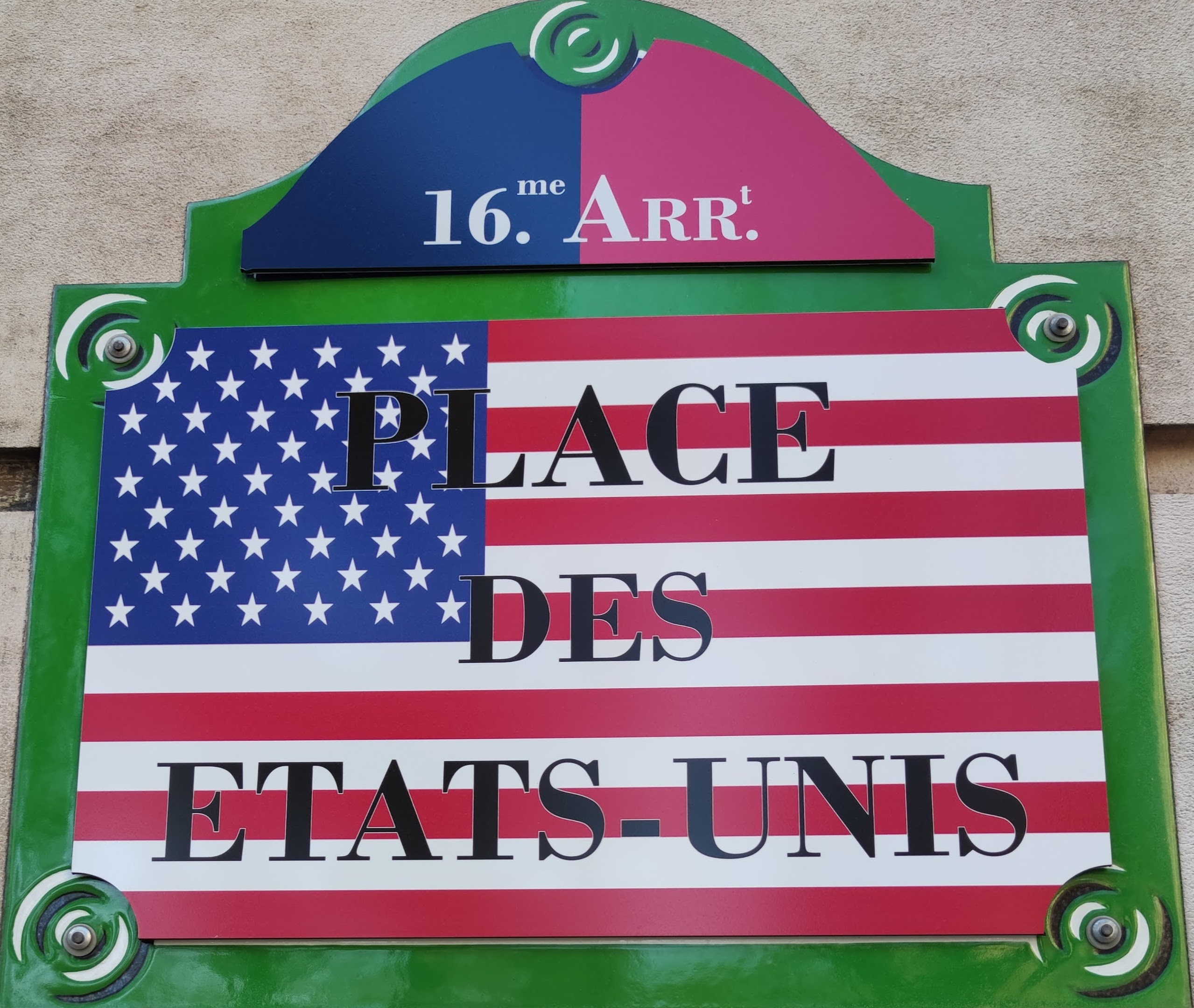
Plaque, non réglementaire, photographiée sur la place en 2021.

La place se trouve au débouché de l’avenue d'Iéna, de la rue de Lübeck, de la rue de l'Amiral-d'Estaing, de la rue Galilée et de la rue Dumont-d'Urville. De forme rectangulaire, elle couvre une superficie d’environ 10 000  m2, occupée en grande partie par un jardin public : le square Thomas-Jefferson.
Elle est desservie par la ligne 6 à la station Boissière.

## Origine du nom
Elle porte ce nom car elle est située dans un quartier habité par la colonie américaine et qui est proche de l'ancienne ambassade américaine.

## Historique
Cette place est ouverte en 1866-1867 par la Ville de Paris sur l'emplacement des anciens réservoirs de Chaillot, alimentés par l'eau de la Seine montée par des pompes à vapeur. Elle a absorbé la rue de Juigné et une partie de la rue de Belloy. Elle prend sa dénomination actuelle par un arrêté du 16 août 1881. L'établissement des jardins situés au milieu de la place a fait l'objet d'un arrêté du 21 août 1885.
En août 1911, alors qu’une canicule exceptionnelle frappe Paris, un sculpteur sur bois de 40 ans travaillant au no 2 de la place, frappé d’insolation, tombe de l’échafaudage et se tue.

### La place de Bitche
Créée par la destruction des anciens réservoirs de Passy (reconstruits en 1866 plus haut, entre les rues Lauriston, Paul-Valéry et Copernic), la place s'appelait originellement « place de Bitche », du nom de la ville de Bitche en Moselle, qui avait vaillamment résisté à l'invasion prussienne pendant la guerre de 1870.

### La place des États-Unis
Mais elle changea de nom très rapidement, lorsque Levi Morton, ambassadeur des États-Unis à Paris, y établit en 1881 sa résidence, ainsi que le siège de la légation, qui avait dû quitter ses bureaux inadaptés du 5, rue de Chaillot. En effet, le jeu de mots auquel prêtait, en anglais, la dénomination originale émut jusqu'au département d'État, de sorte que, sur l'insistance du chargé d'affaires, le préfet de la Seine accepta de rebaptiser la place,, tandis qu'une place du 19e arrondissement prenait le nom de « place de Bitche ».

### La statue de la Liberté
Le 13 mai 1885 fut inauguré le modèle en bronze de la statue de la Liberté de Bartholdi, offerte à la Ville de Paris par le Comité des Américains de Paris.
La statue était placée au centre de la place, en face de la légation des États-Unis. Elle resta à cet emplacement jusqu'en 1888.

### LeMonument à La Fayette et Washington

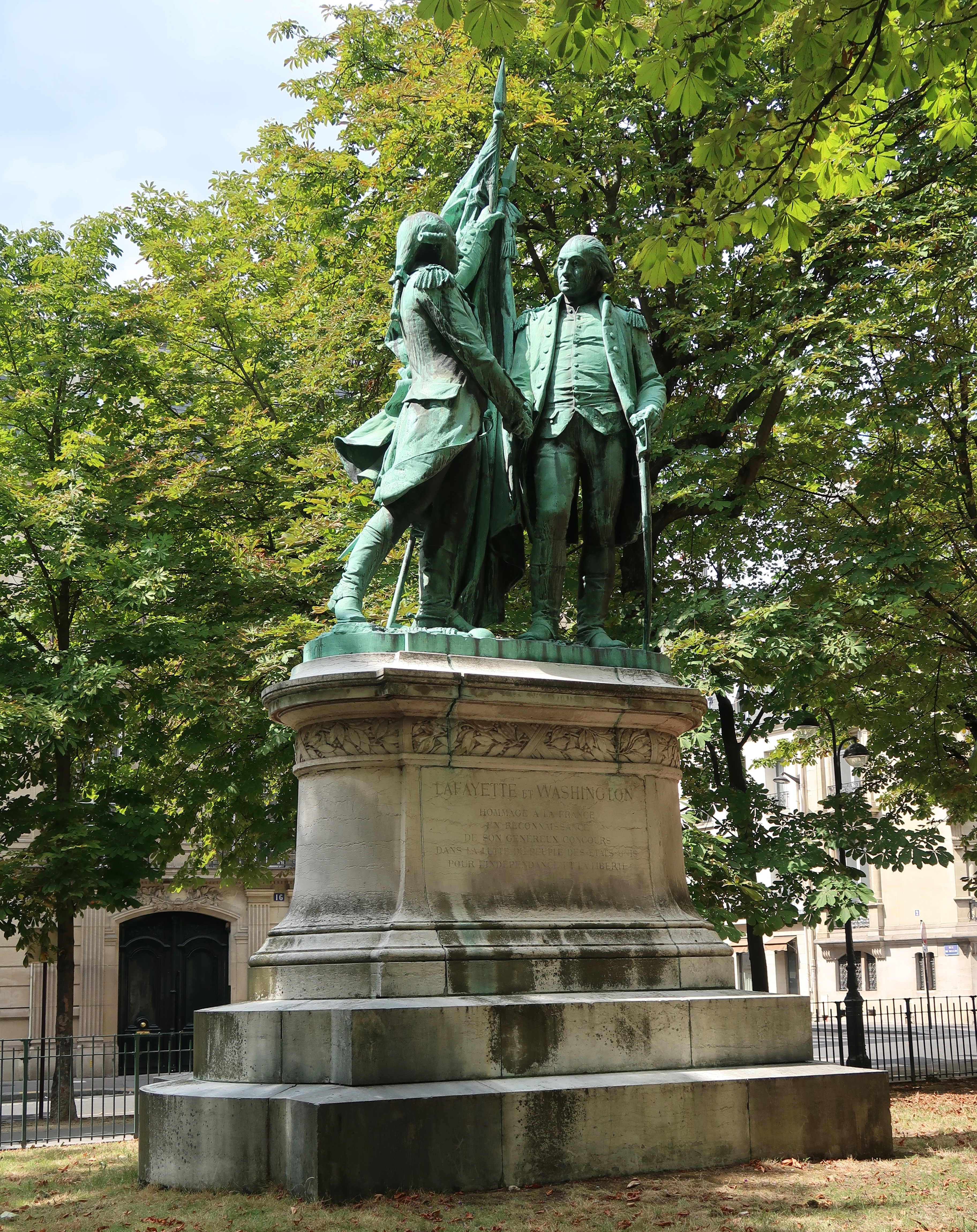
Le monument à La Fayette et Washington.

À l'est du square, en haut de la place, se trouve le monument à La Fayette et George Washington (1890), un groupe de bronze par Auguste Bartholdi, offert par les États-Unis.

### LeMonument aux Volontaires américains
Le 4 juillet 1923, sur la place des États-Unis, le président du Conseil Raymond Poincaré inaugura le Monument aux Volontaires américains de la Première Guerre mondiale, érigé par souscription publique.
La statue de bronze est l'œuvre du sculpteur Jean Boucher qui a travaillé d'après une photographie du poète Alan Seeger. Le nom de l'écrivain se trouve à l'arrière du monument sur lequel sont gravés ceux des 23 autres Américains tombés dans les rangs de la Légion étrangère.

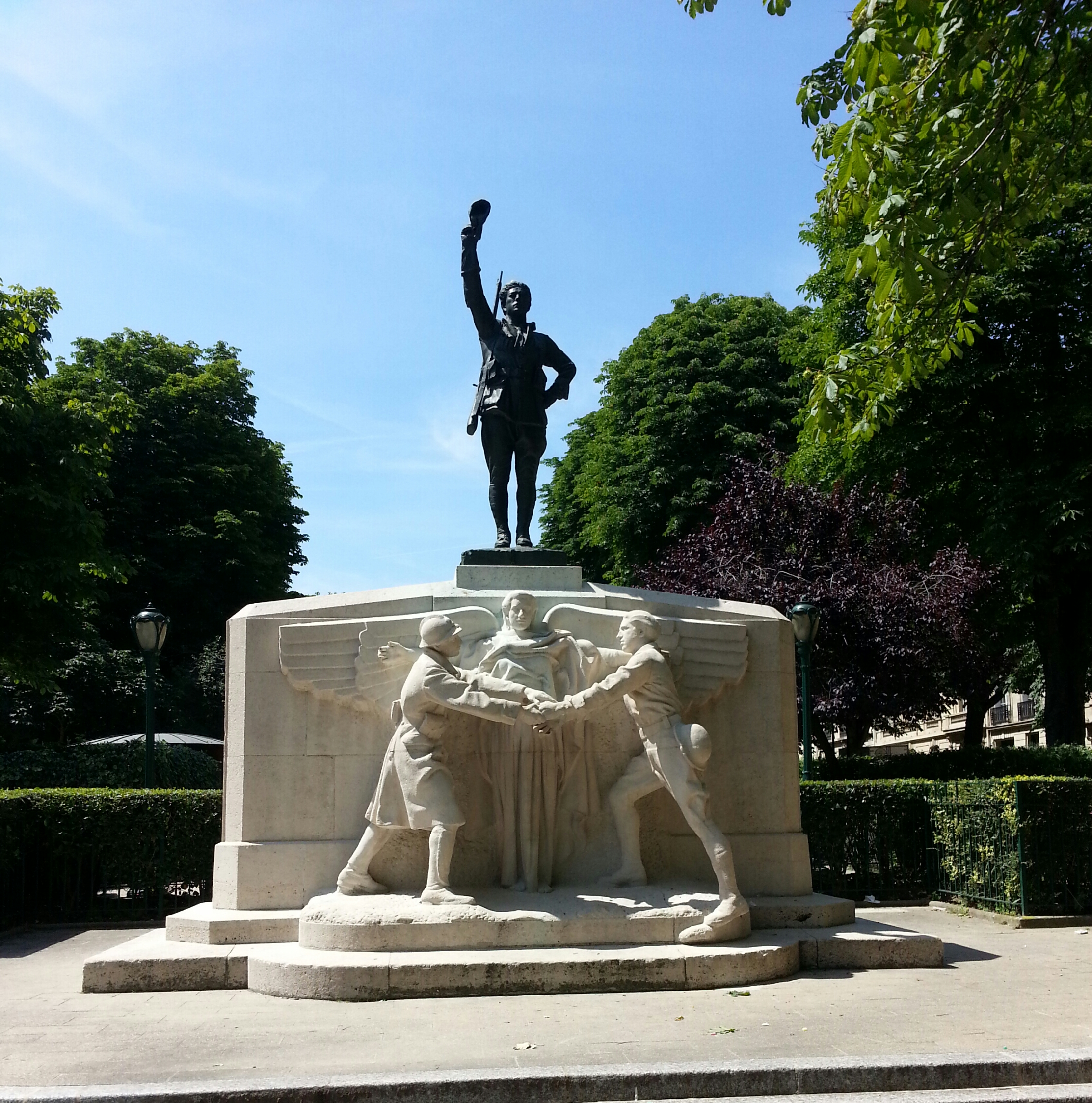
Le Monument aux Volontaires américains.

Sur le socle, de chaque côté, sont gravées deux citations du poète traduites par Alain Rivoire, extraites de Ode à la mémoire des volontaires américains tombés pour la France, « pour être lue devant les statues de La Fayette et de Washington à Paris au Decoration Day, le 30 mai 1916 ». Cette ode fut écrite par le poète peu avant sa mort : 

« Ils ne poursuivaient pas de récompenses vaines, ils ne désiraient rien que d'être sans remords, frères des soldats bleus, à l'honneur à la peine et de vivre leur vie et de mourir leur mort. »

« Salut frères, adieu grands morts, deux fois merci. Double à jamais est votre gloire d'être morts pour la France et d'être morts aussi pour l'honneur de notre mémoire. »

En 1978, la partie orientale de la place, vers l'avenue d'Iéna, est renommée « place de l'Amiral-de-Grasse » en hommage à son action durant la guerre d'indépendance des États-Unis.

## Bâtiments remarquables et lieux de mémoire

### Square Thomas-Jefferson

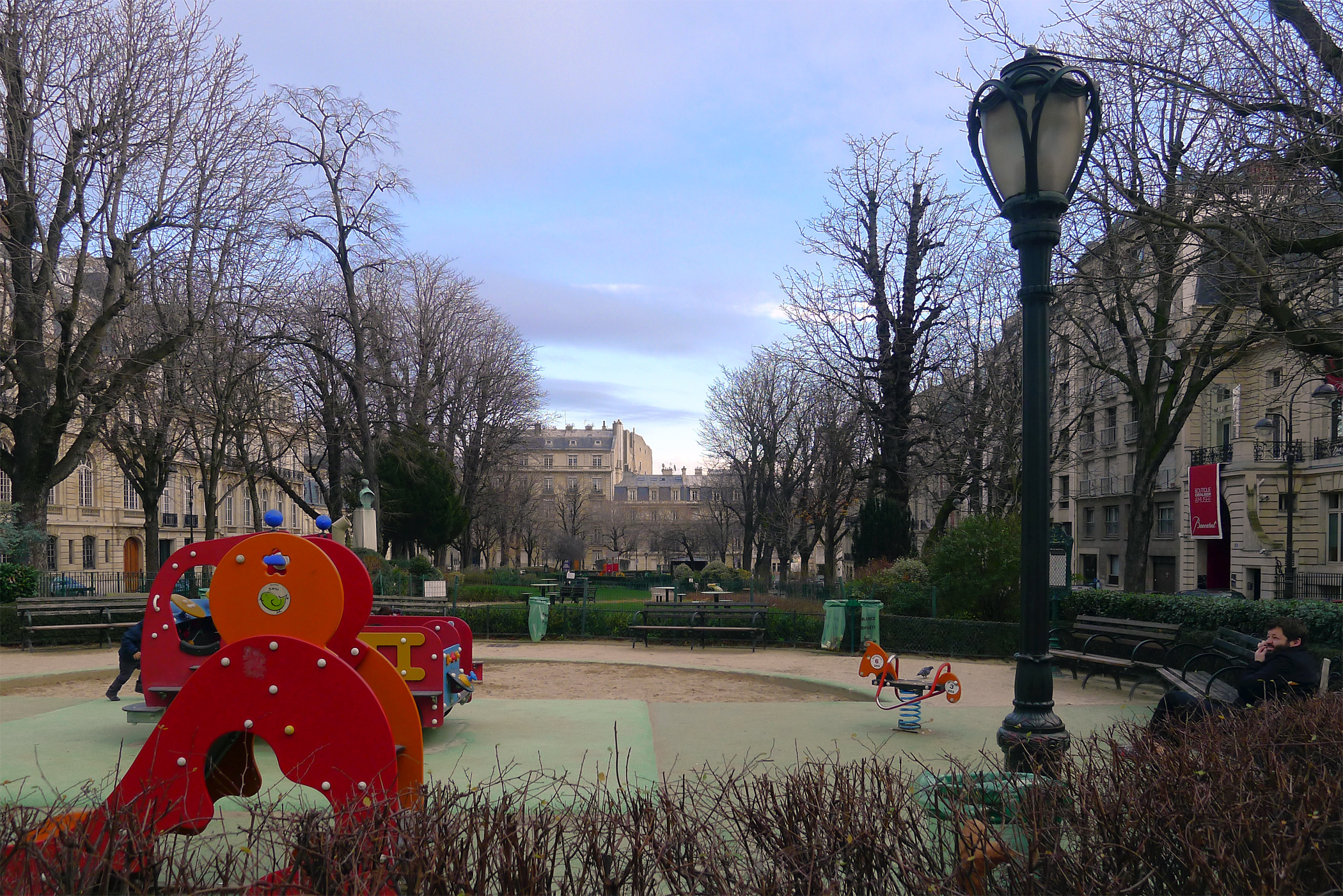
Le square Thomas-Jefferson, au centre de la place des États-Unis.

Le centre de la  place forme un square, le square Thomas-Jefferson, où se trouvent :
- deux aires de jeux pour enfants ;
- le monument au dentiste américain Horace Wells (1815-1848), pionnier de l'anesthésie, inauguré le 27 mars 1910 au cours de la dixième session de la Fédération dentaire internationale. Sur la face latérale droite de l'embase du monument, le sculpteur René Bertrand-Boutée a gravé le médaillon du physiologiste Paul Bert ;
- le buste de l'ambassadeur américain Myron Timothy Herrick, par le sculpteur Léon-Ernest Drivier, est inauguré le 12 février 1937[11] ;
- une plaque commémorant les attentats du 11 septembre 2001, agrémentée d'un jeune chêne rouge d'Amérique, planté après l'événement.

### Bâtiments remarquables
- No 1 : façade secondaire de l'ambassade du Koweït. Ancien hôtel de la comtesse Branicka, lieu de rencontre de la diaspora polonaise au début du XXe siècle.
- No 2 : hôtel Ephrussi. Construit en 1886 par Ernest Sanson pour le banquier Jules Ephrussi, il a ensuite appartenu au roi d'Égypte Fouad Ier, qui l'a acheté en 1922, avant d'être saisi par la République d'Égypte, qui y a installé la résidence de son ambassadeur.

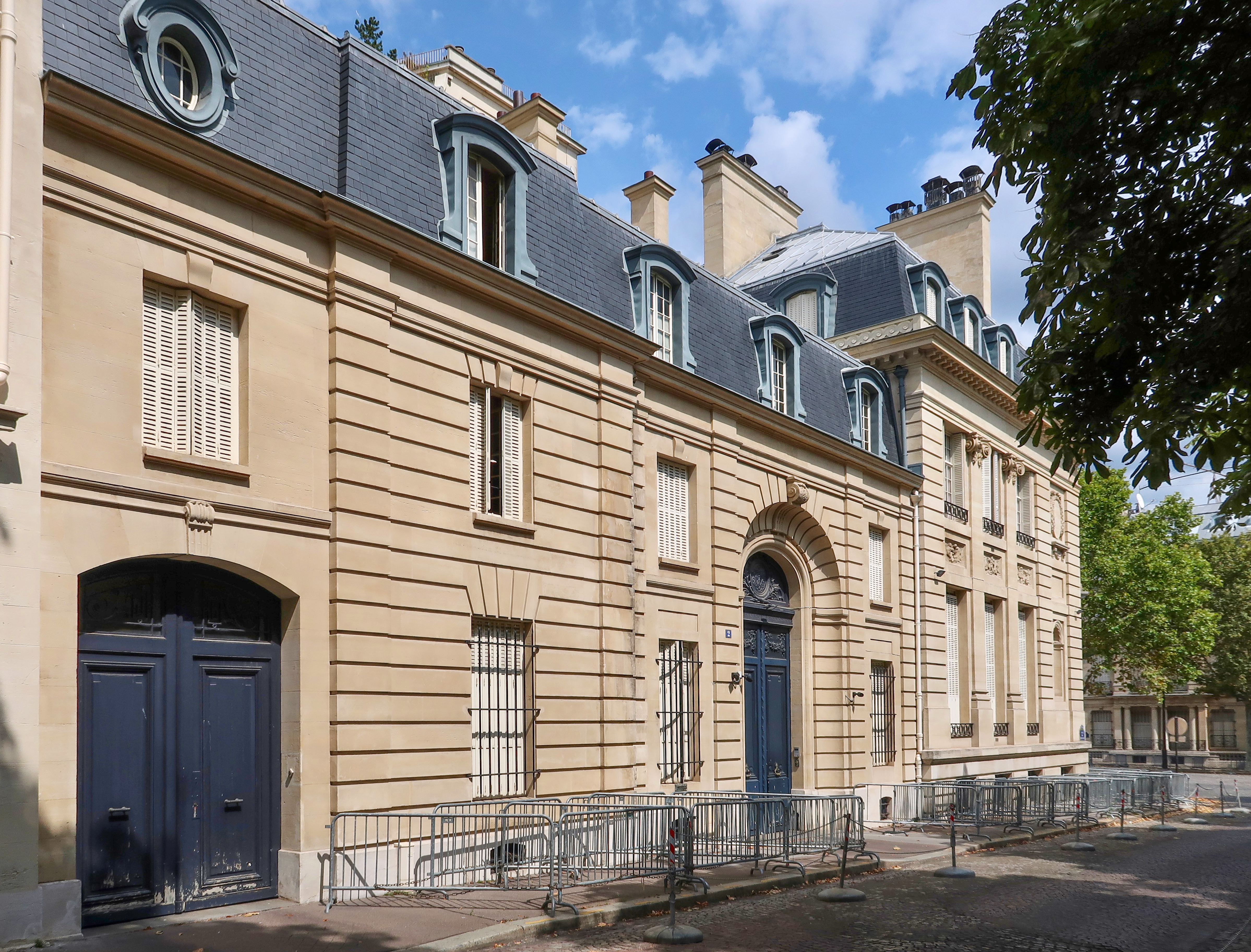
Hôtel Ephrussi.
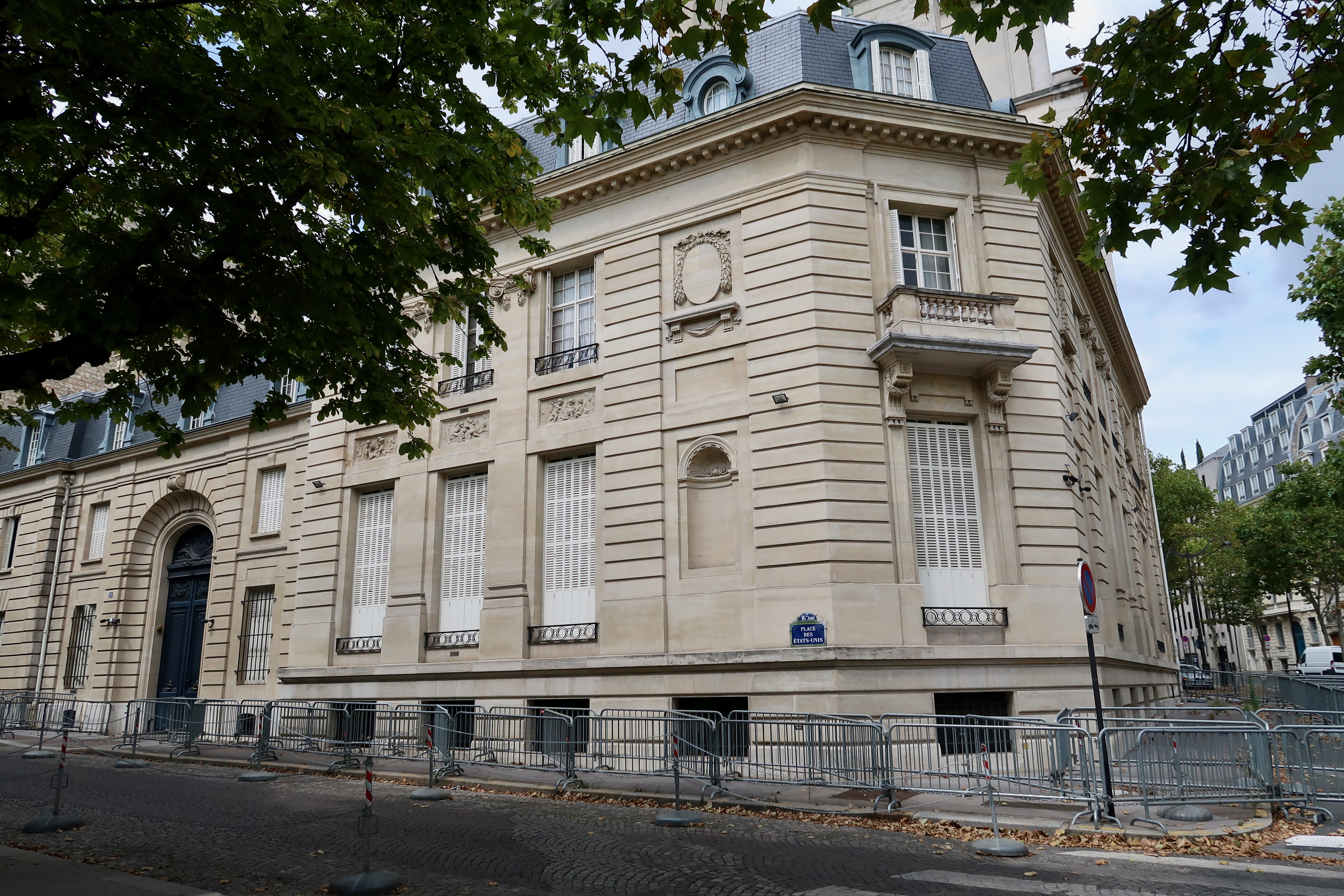
Hôtel Ephrussi à l'angle de l'avenue d'Iéna.

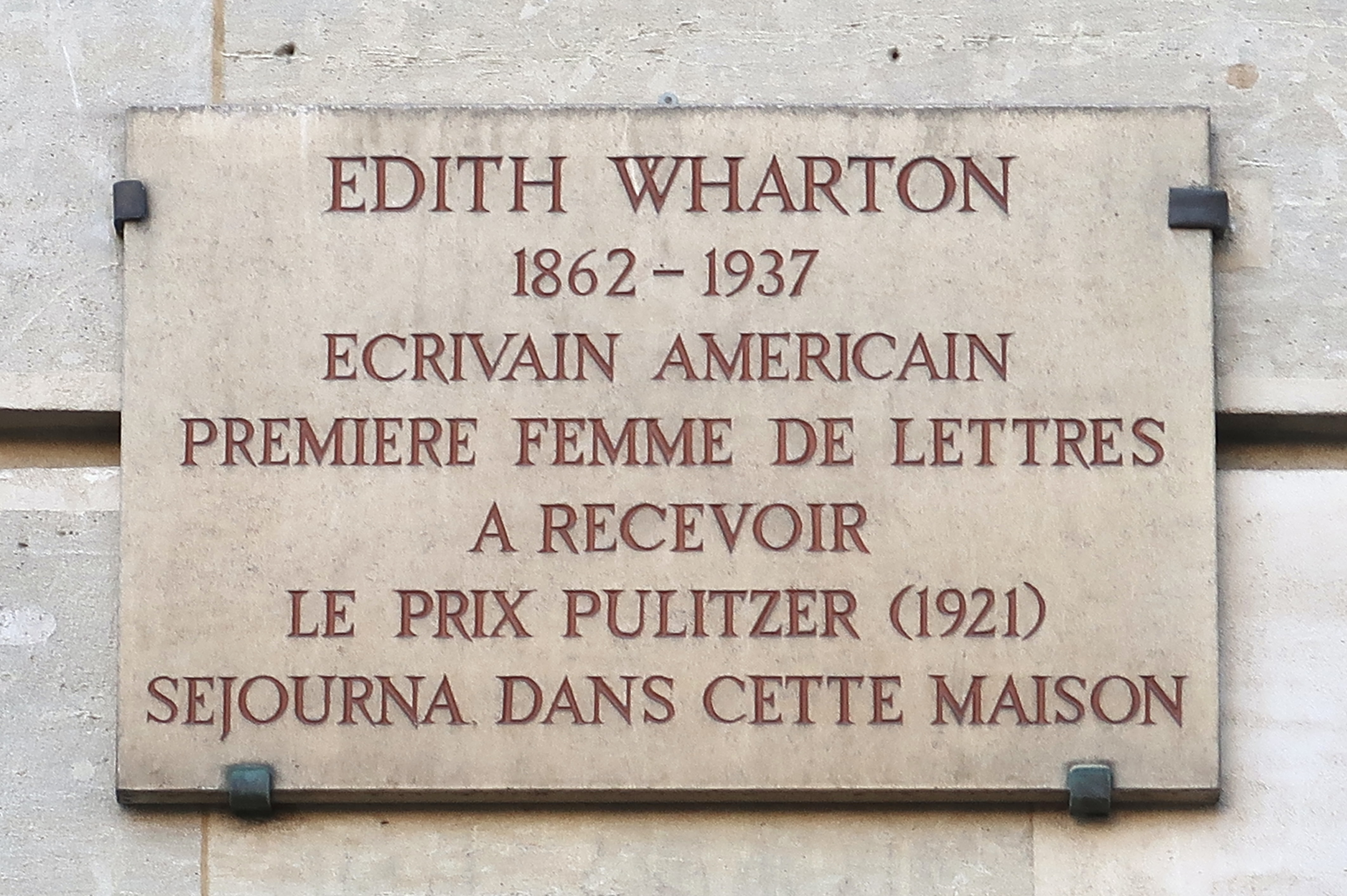
Plaque au no 3.

- No 3 : c'est ici que Levi Morton installa sa résidence et, pour une brève période, les bureaux de la légation des États-Unis d'Amérique[6]. La romancière américaine Edith Wharton a habité l'hôtel, comme le signale une plaque en façade, entre 1907 et 1910[12].
- No 3 bis : ce petit hôtel en brique et pierre a été construit pour Mme de Meyendorff par l'architecte Vacherot en 1891, comme indiqué en façade, et surélévé de deux étages en 1904 par les architectes Coulomb et Chauvet[13], avant de devenir la demeure du peintre mondain Théobald Chartran et de sa femme Sylvie, dont le salon réunissait artistes, gens de lettres et hommes politiques[14].
Pendant l'occupation allemande de Paris, durant la Seconde Guerre mondiale, c'est une annexe de la Gestapo française de Pierre Bonny, installée aux quatrième et cinquième étages ; il y a des cellules où des prisonniers sont assassinés, des prises de guerre et des marchandises trafiquées y sont stockées, et des réceptions mondaines y ont lieu[15],[16].
De nos jours, le bâtiment accueille l'ambassade de Bahreïn.
- No 4 : hôtel Deutsch de la Meurthe. Construit pour Henry Deutsch de la Meurthe (1846-1919), industriel et pionnier de l'aviation. Pendant la Seconde Guerre mondiale, l'hôtel a été occupé par la Gestapo. Il a ensuite été la résidence, à partir de la fin des années 1940, du financier Alec Weisweiller (1913-2005), petit-fils de Henry Deutsch de la Meurthe, et de son épouse, née Francine Worms (1916-2003), mécène de Jean Cocteau ; aujourd'hui, résidence de l'ambassadeur du Koweït en France.

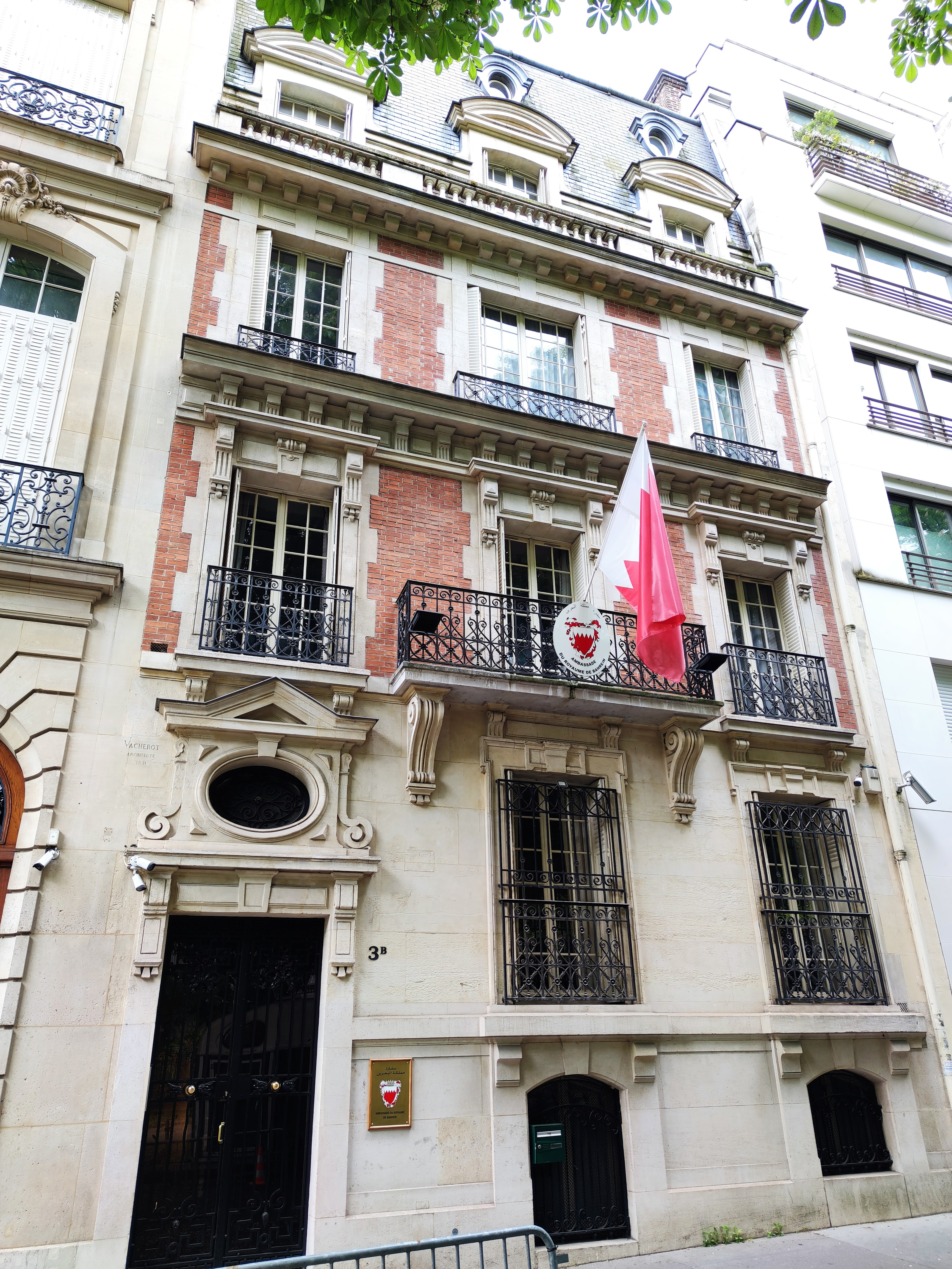
No 3 bis.
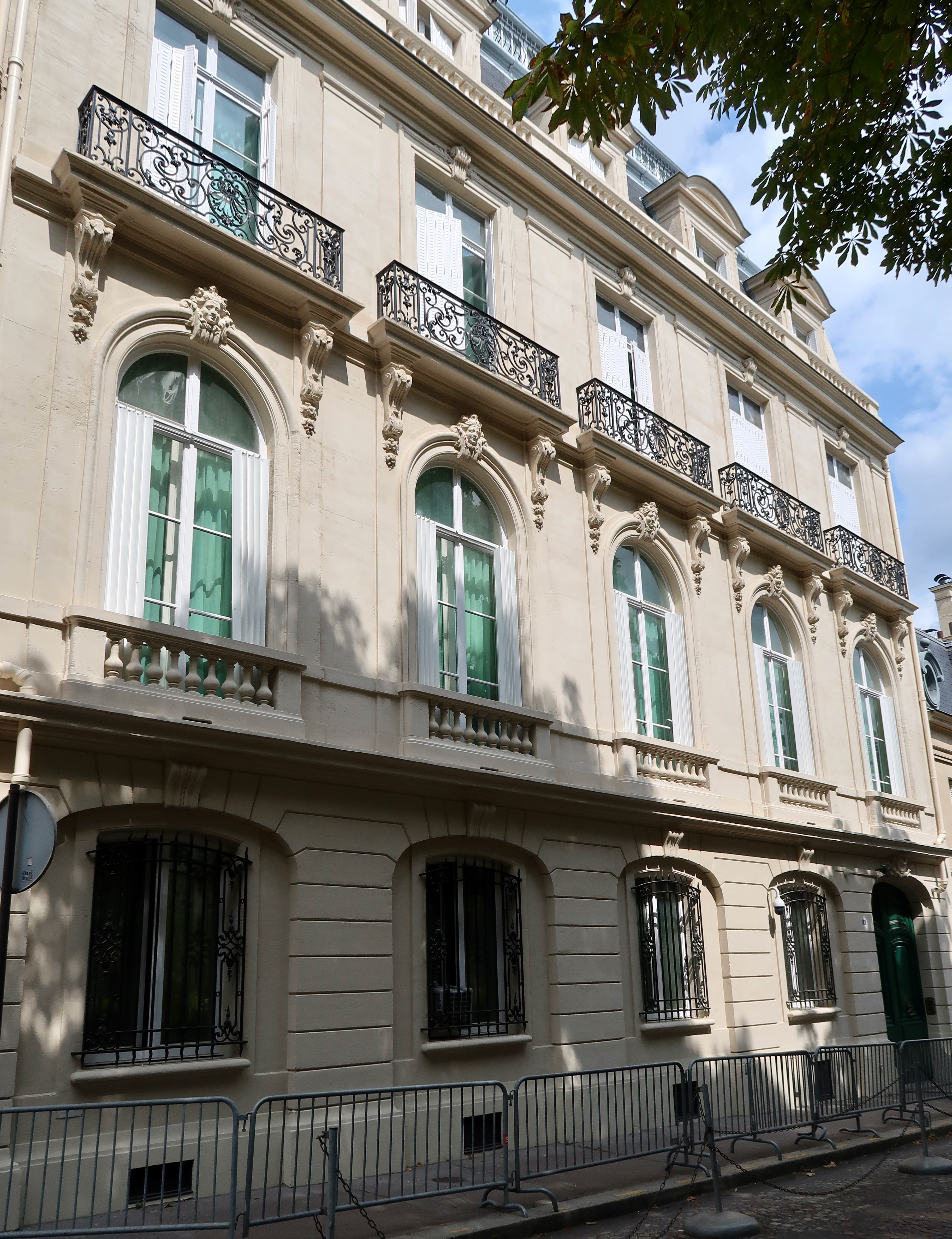
No 4 : hôtel Deutsch de la Meurthe.

- No 6 : ancien hôtel du prince Alexandre Bariatinski (1870-1910) et de la princesse, née Catherine Alexandrovna Iourievskaïa (1878-1959), fille légitimée d'Alexandre II de Russie ; aujourd'hui showroom des cristalleries d'Arques. L'industriel du tissu et homme d'affaires James Schwob d'Héricourt (1874-1939) y a été propriétaire.

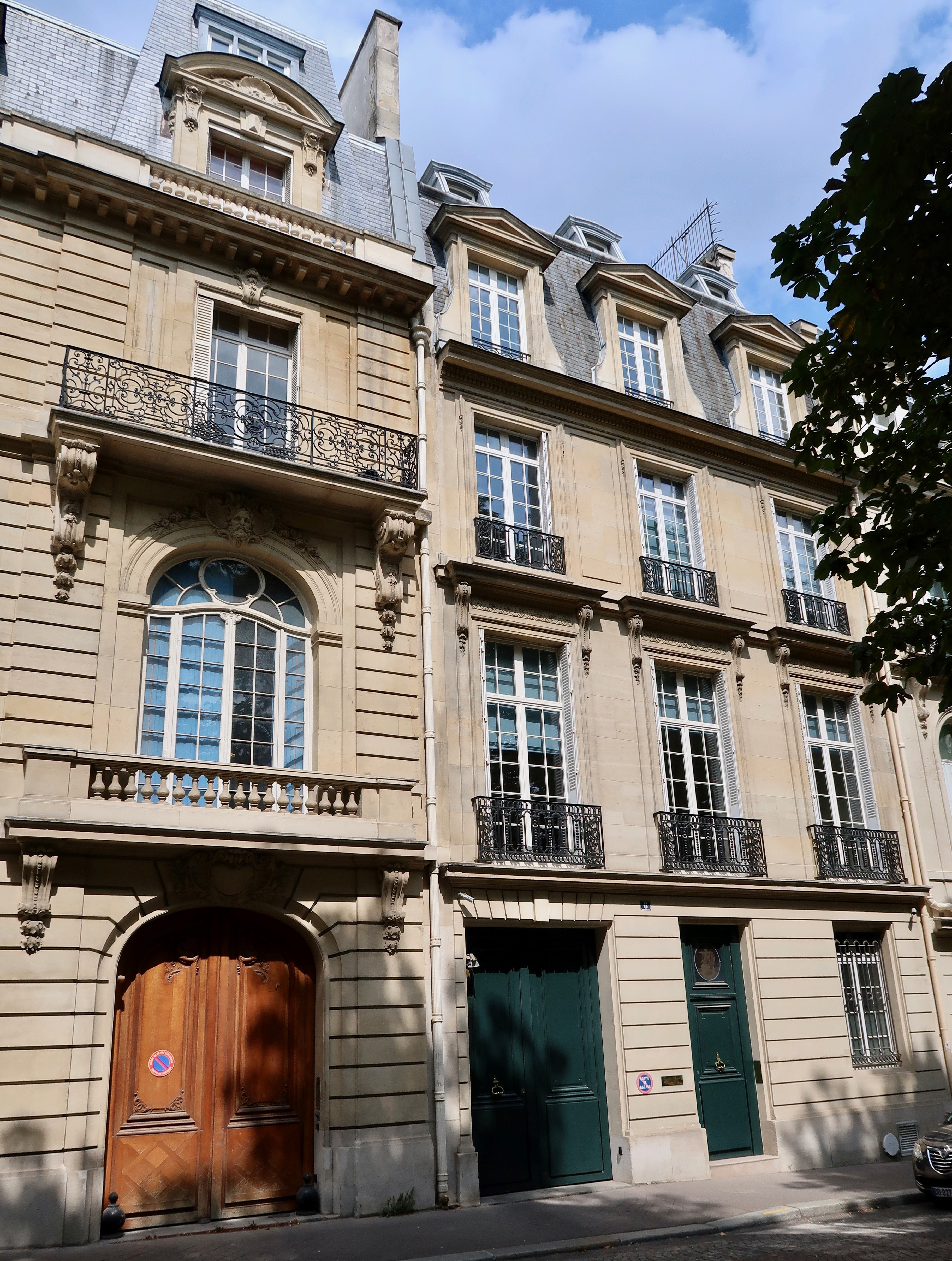
6, place des États-Unis.

- No 7 : immeuble construit à l'emplacement de l'hôtel appartenant à Ida Rubinstein, danseuse et mécène.
- No 8 : ce bel hôtel particulier a appartenu au début du XXe siècle au président G.-E. de Saint-Paul, conseiller d'État, puis il a abrité le célèbre salon littéraire de la poétesse Edmée de La Rochefoucauld, réputé être l'antichambre de l'Académie française.

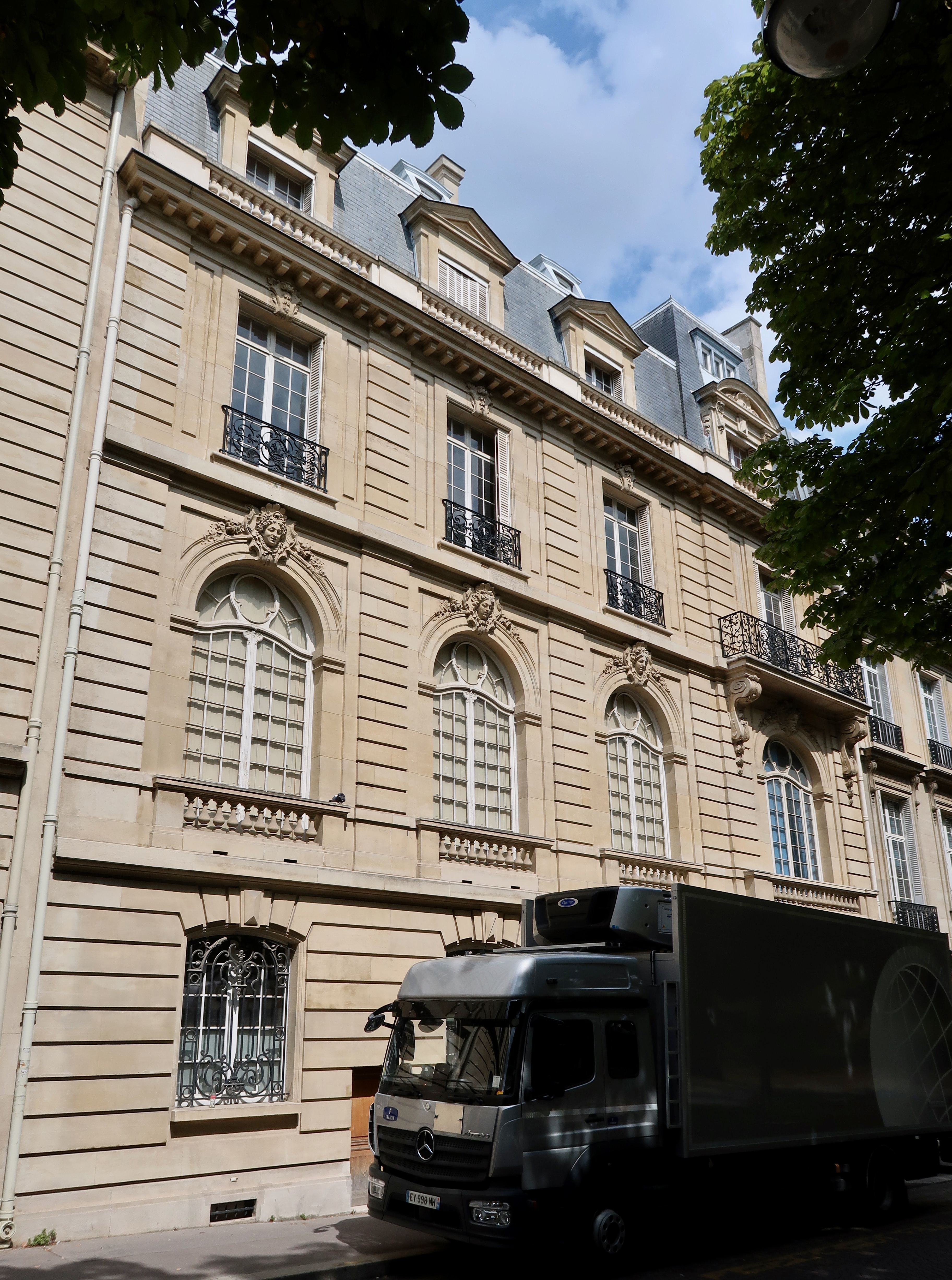
No 8.

- No 10 : hôtel de Brantes. Il abrite aujourd'hui les bureaux d'un cabinet d'avocats.

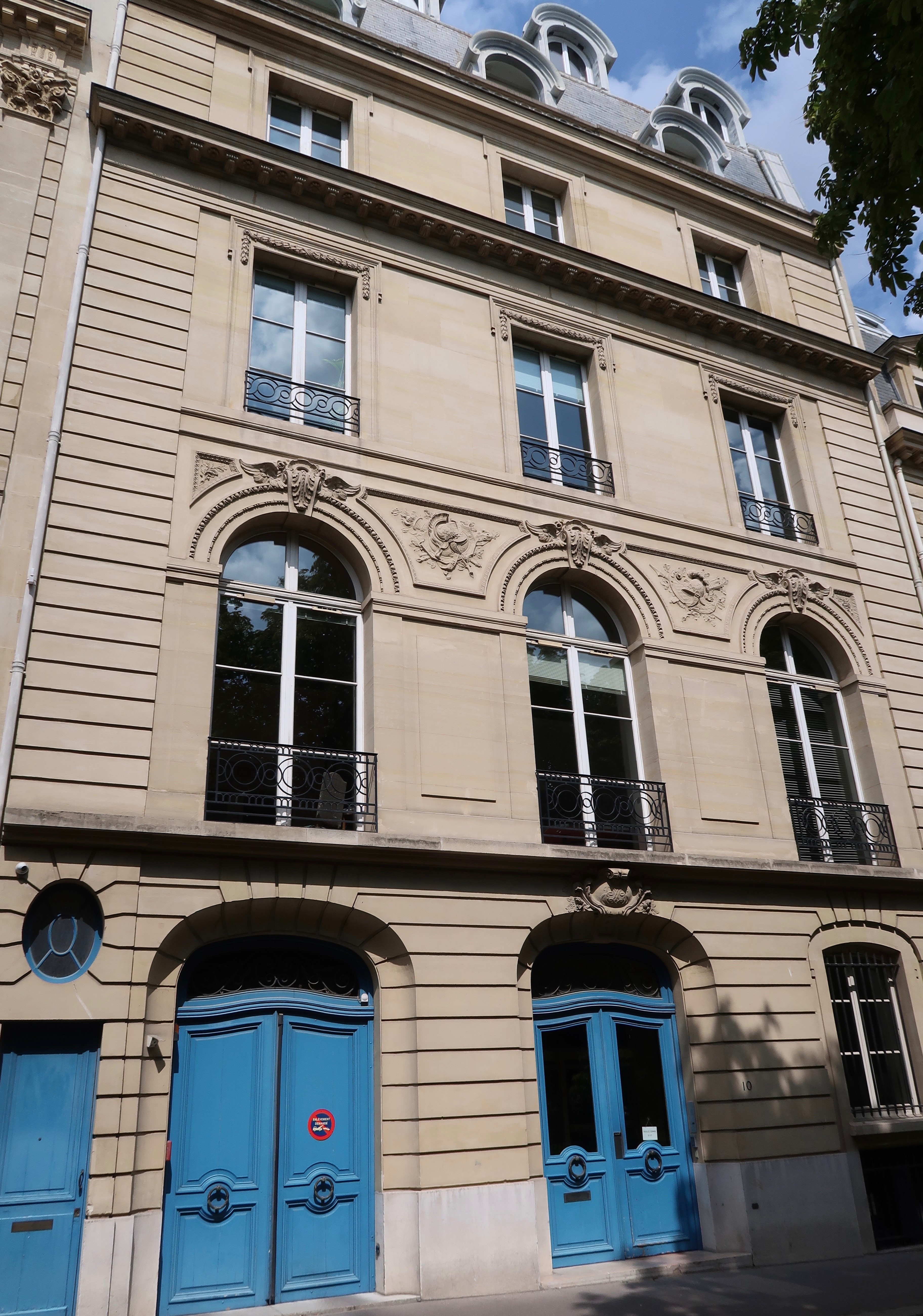
Hôtel de Brantes.

- No 11 : hôtel Bischoffsheim (dit également de Noailles), de 3000 m². Construit en 1895 par Ernest Sanson pour le financier Ferdinand Bischoffsheim (qui y installe des peintures de Rubens, Edward Burne-Jones, Van Dyck, Rembrandt ou encore Goya, ainsi qu'une collection de bronzes), puis occupé après lui par sa petite-fille, la vicomtesse Marie-Laure de Noailles, qui y reçoit artistes et écrivains et y donne des fêtes costumées[17], notamment dans la salle de bal et le jardin (par exemple, le 19 juin 1929, le Bal des matières, en présence des écrivains Paul Morand et Maurice Sachs ou de la peintre Valentine Hugo). Elle confie la décoration des salons du premier étage à Jean-Michel Frank (en particulier le fumoir et le boudoir). De nombreuses personnalités y passent, comme Yves Saint-Laurent à la fin des années 1960, Jean Cocteau, Christian Dior ou encore Salvador Dali[18]. Comme le note Vanity Fair : « Catholiques et juifs, homosexuels et hommes à femmes, communistes et nationalistes, surréalistes et cubistes, fortunés et sans le sou : tous sont accueillis. » Marie-Laure de Noailles transforme finalement le fumoir en atelier et y peint.
Après la mort du couple, l'hôtel devient en 1983, pour 80 millions de francs (réaménagé par l'architecte Pascal Desprez, qui y fait notamment creuser une piscine, avec des sculptures d'Aristide Maillol), la propriété du financier saoudien Akram Ojjeh (qui y installe le siège de sa société, le groupe TAG, au rez-de-chaussée). Aux toiles contemporaines de Chagall, Masson et Mondrian, ou des portraits de Marie-Laure de Noailles par Balthus et Cocteau, succèdent désormais des Van Gogh, Monet, Renoir et Pissarro, un portrait du général Moustapha Tlass ainsi qu'un mobilier XVIIe – XVIIIe siècle, issu pour l'essentiel de la vente Wildenstein de 1977[19]. Le roi d'Arabie saoudite et la reine de Suède y sont invités. Sa femme, Nahed Ojjeh, hérite de l'immeuble à sa mort, en 1991, et y reçoit des personnalités, comme l’homme d’affaires Jean-Marie Messier, l’essayiste Alain Minc, le journaliste Alexandre Adler, l’homme politique Dominique de Villepin[20], le neurologue Yves Agid, le biologiste Jean-Didier Vincent, l'historien Marc Fumaroli ou encore l'écrivain Jean d'Ormesson. Depuis 2003, il est occupé par les cristalleries de Baccarat ; cette entreprise a rénové l'hôtel avec l'aide du designer Philippe Starck pour y installer un luxueux showroom, un musée du cristal et un restaurant (Cristal Room)[21].

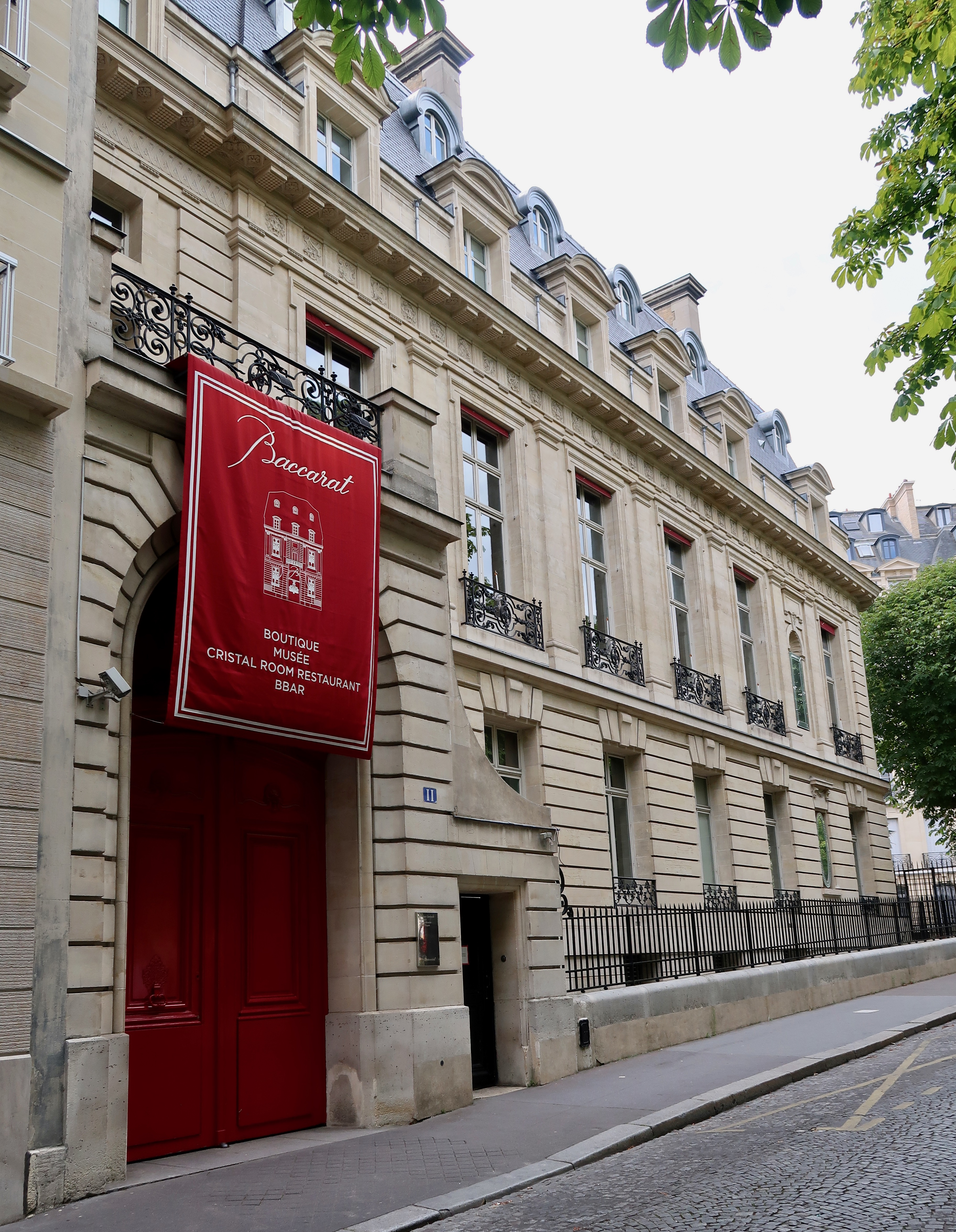
Hôtel de Noailles.
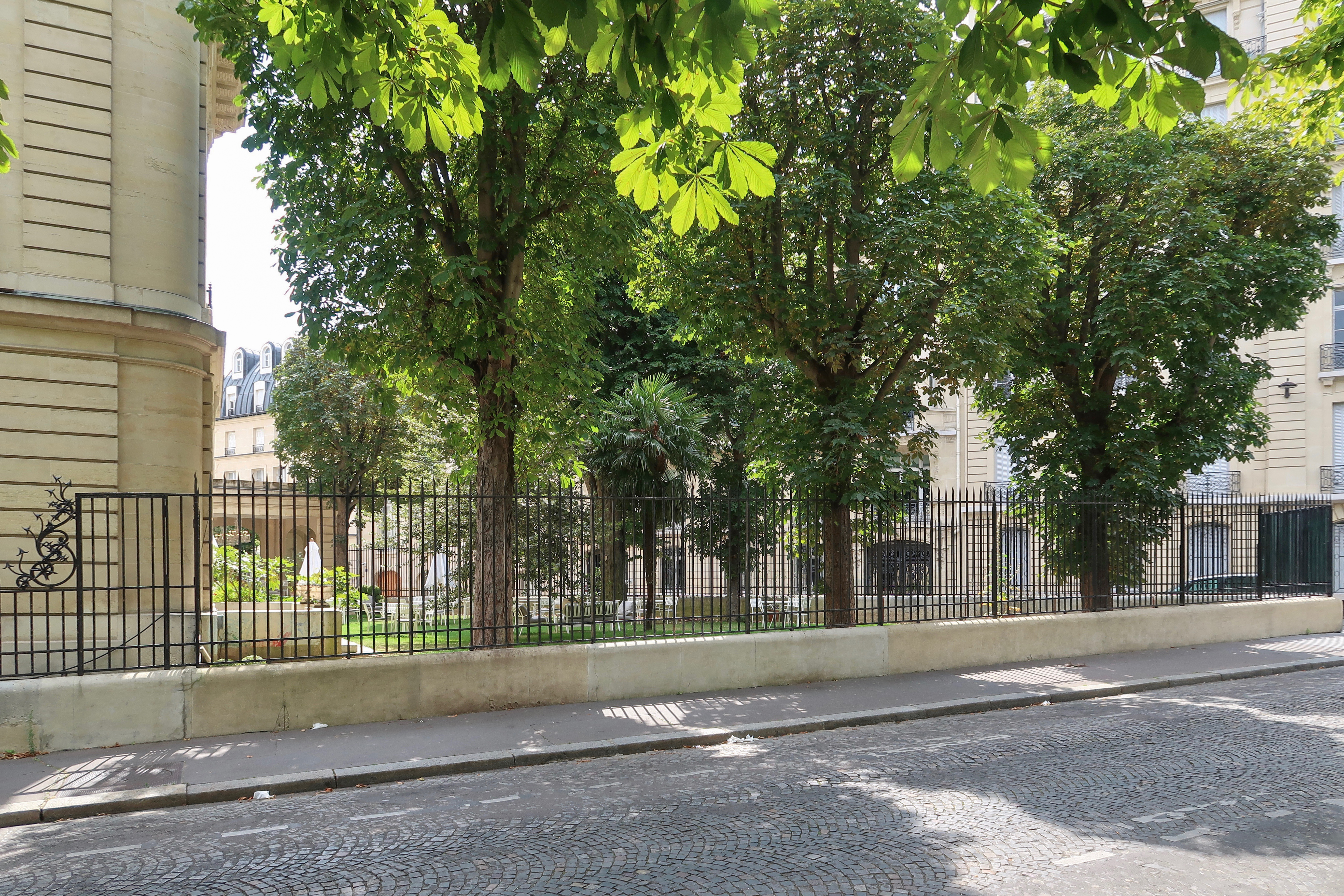
Son jardin.

- No 12 : immeuble construit dans les années 1870-1880 pour le financier Henri Jules Koenigswater[22]. Ancien siège de la société Pernod-Ricard. Depuis le 22 janvier 2023, c'est le nouveau siège de la maison de couture et de mode Maison Margiela[23],[24]. Propriété du milliardaire italien Renzo Rosso via son groupe OTB (Only The Brave), les 7 000 m2  de locaux flambant neufs, le jardin et le rooftop (la terrasse sur le toit) accueillent les 220 salariés qui travaillent avec le directeur artistique John Galliano, nommé en 2014[25].

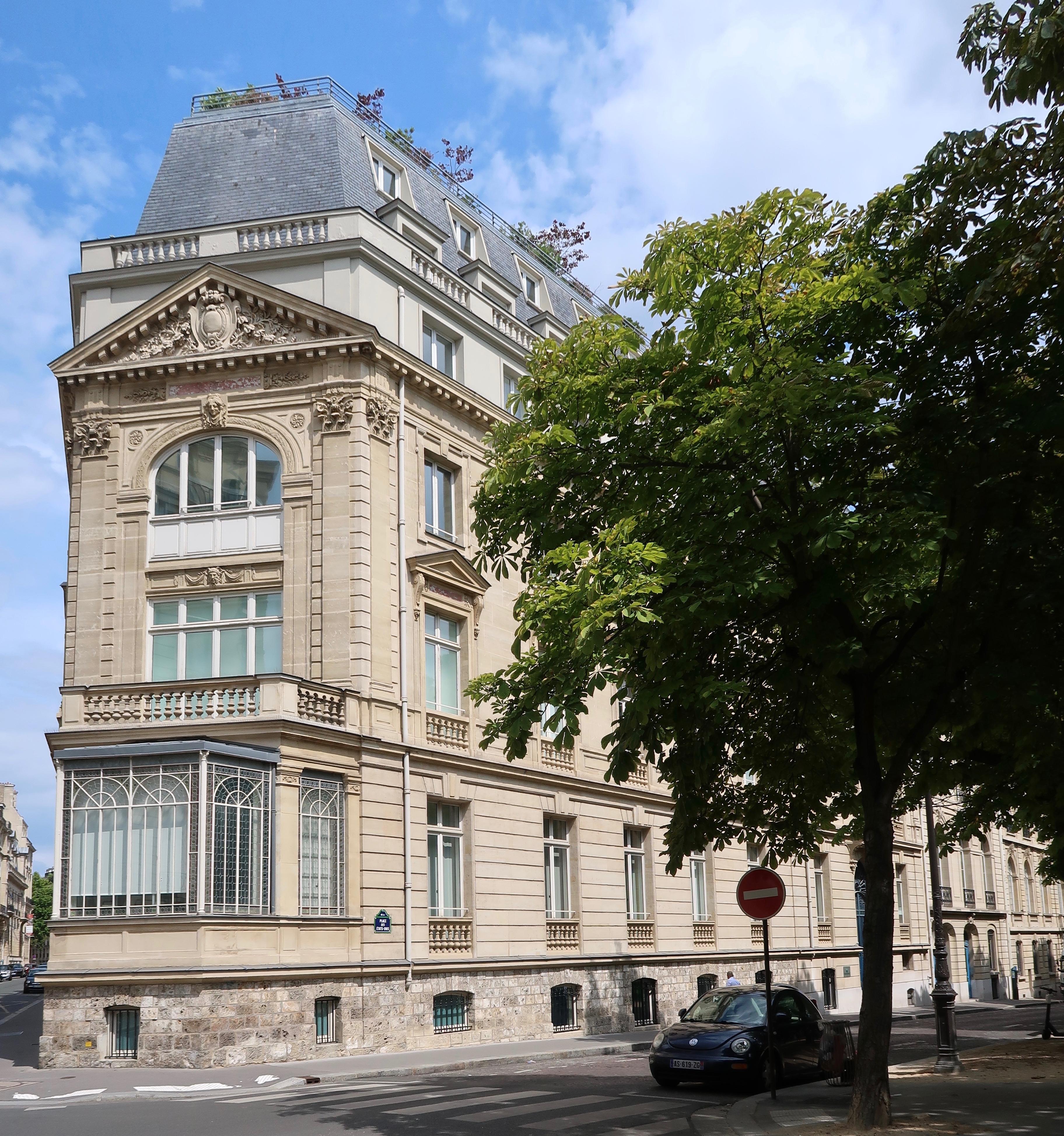
12, place des États-Unis (angle rue Galilée).
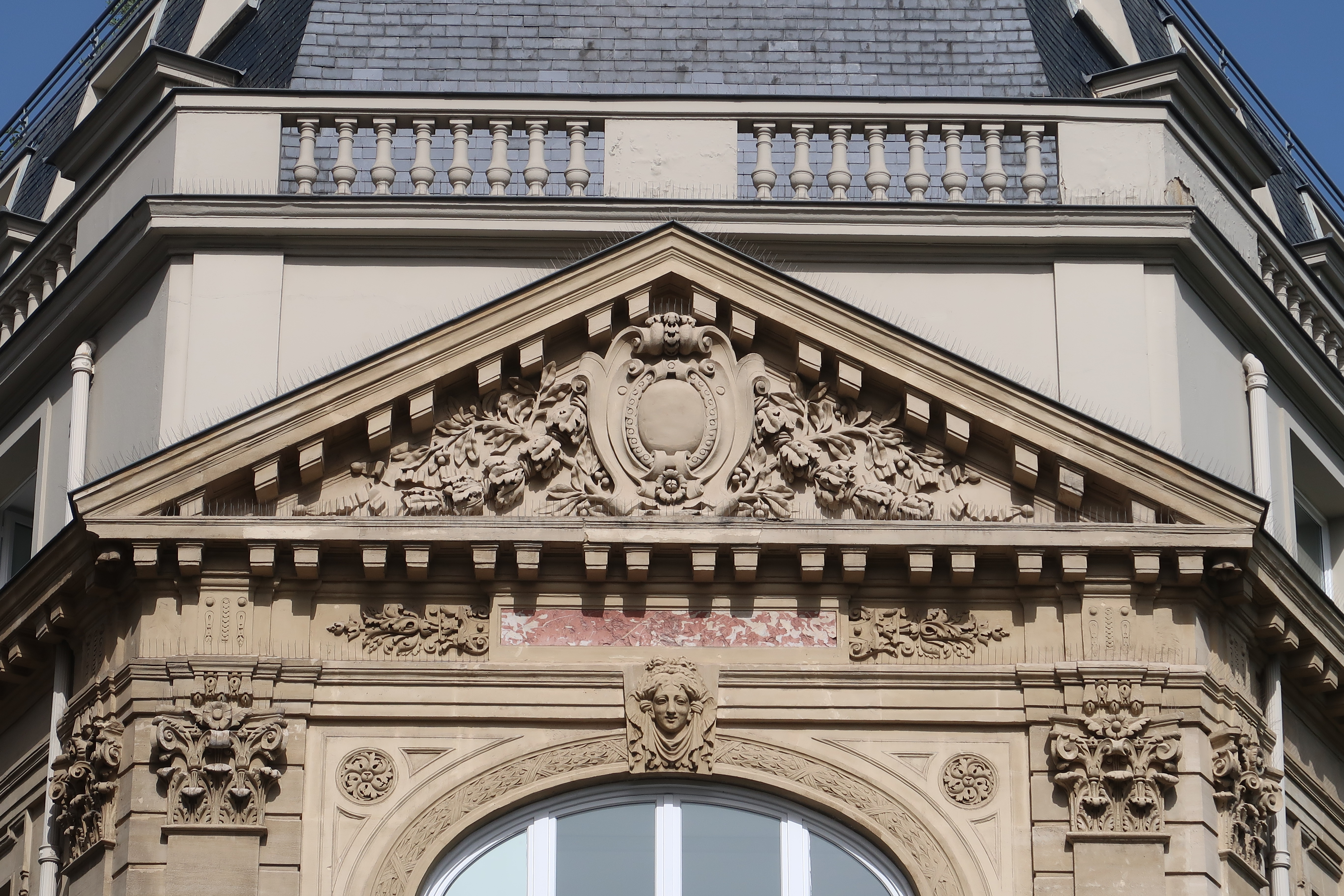
Fronton.
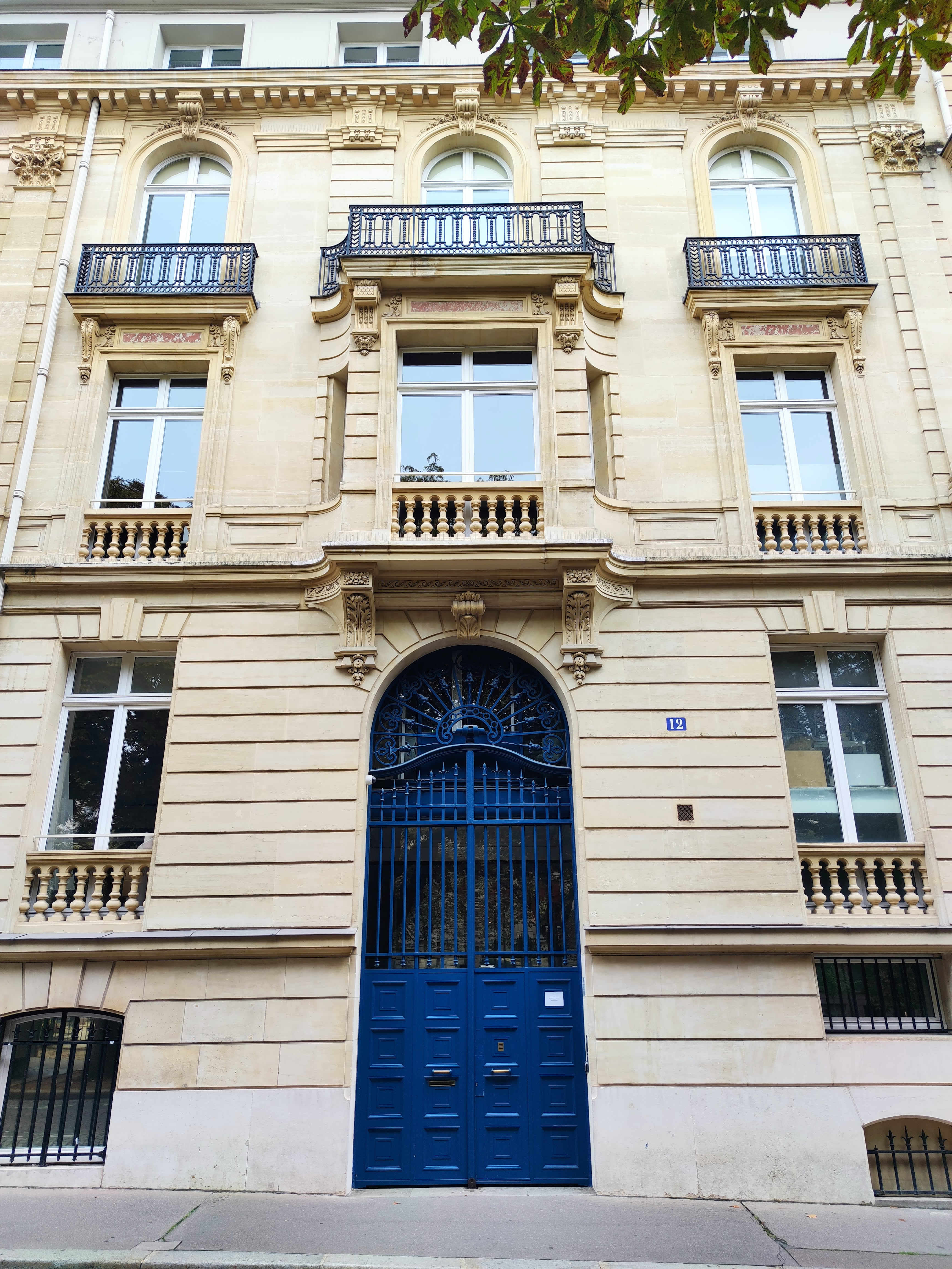
Porte.

- No 14 : immeuble construit à l'emplacement de l'hôtel de la duchesse d'Isly[26] (en 1910).
- No 16 : hôtel de Yturbe.
  - Après avoir abrité le siège de l'ambassade des États-Unis, il est devenu la propriété de Francisco-María de Yturbe y Anciola, ancien ministre des Finances du Mexique, qui y passa la fin de sa vie et lui a donné son nom ; il passa ensuite à son fils aîné, Francisco-Tirso de Yturbe, diplomate mexicain en poste à Paris, puis au deuxième fils de celui-ci, Miguel de Yturbe, également diplomate, époux de María Teresa Limantour, fille de José Yves Limantour, qui fut ministre des Finances du Mexique pendant dix-huit ans au temps de Porfirio Díaz ; la famille de Yturbe possède par héritage depuis 1944 le château d'Anet (Eure-et-Loir).
  - Propriété de la SCI MA Meunier dirigée par le Groupe Mabrouk, dont les propriétaires sont des proches de l'ancien président tunisien Zine el-Abidine Ben Ali[27].

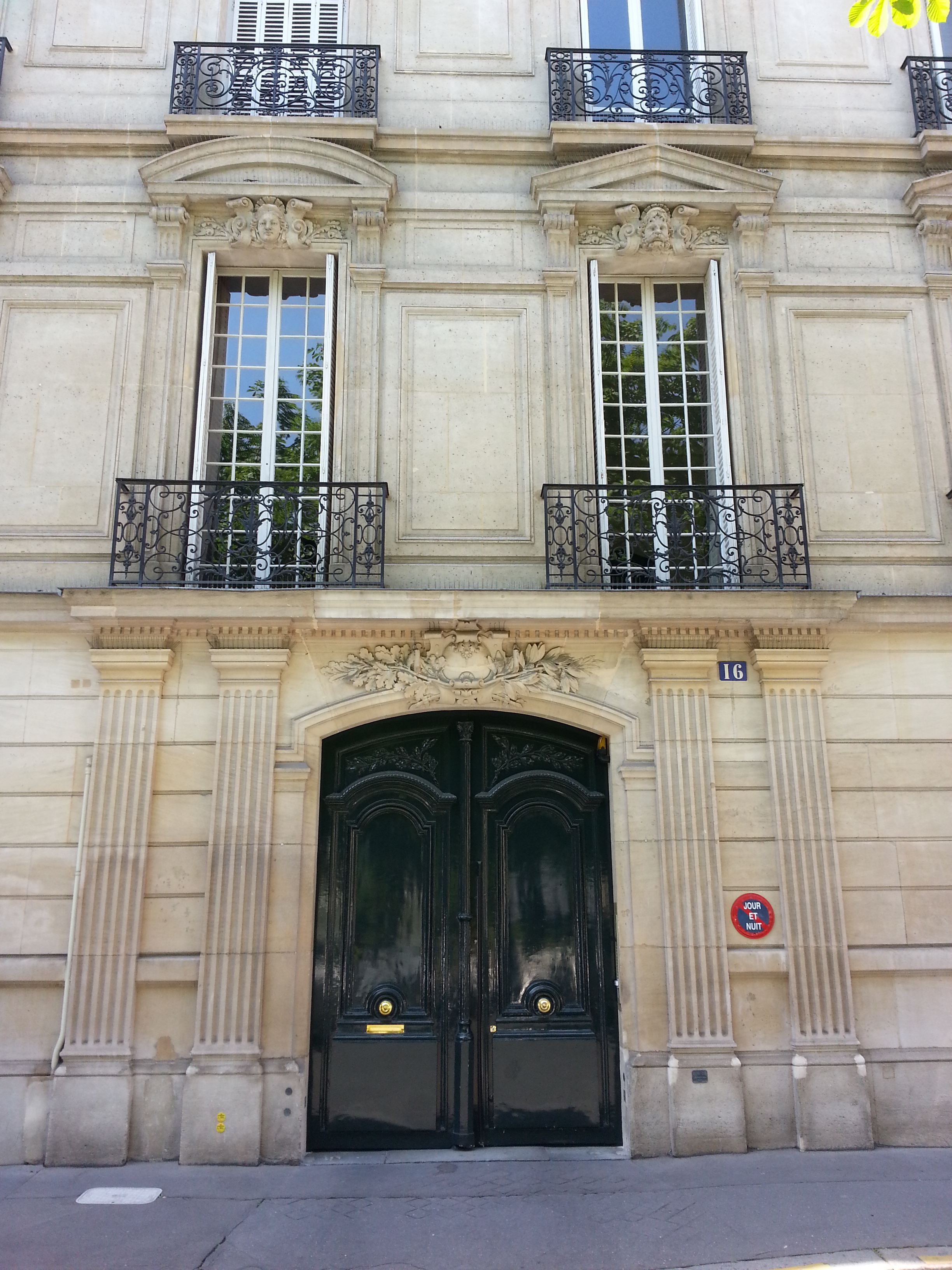
Hôtel de Yturbe.

- No 17 : immeuble d'appartements locatifs et siège du Syndicat de la presse quotidienne régionale (SPQR). L'homme d'affaires libanais Samir Traboulsi habitait cet immeuble au moment de l'affaire Pechiney-Triangle.

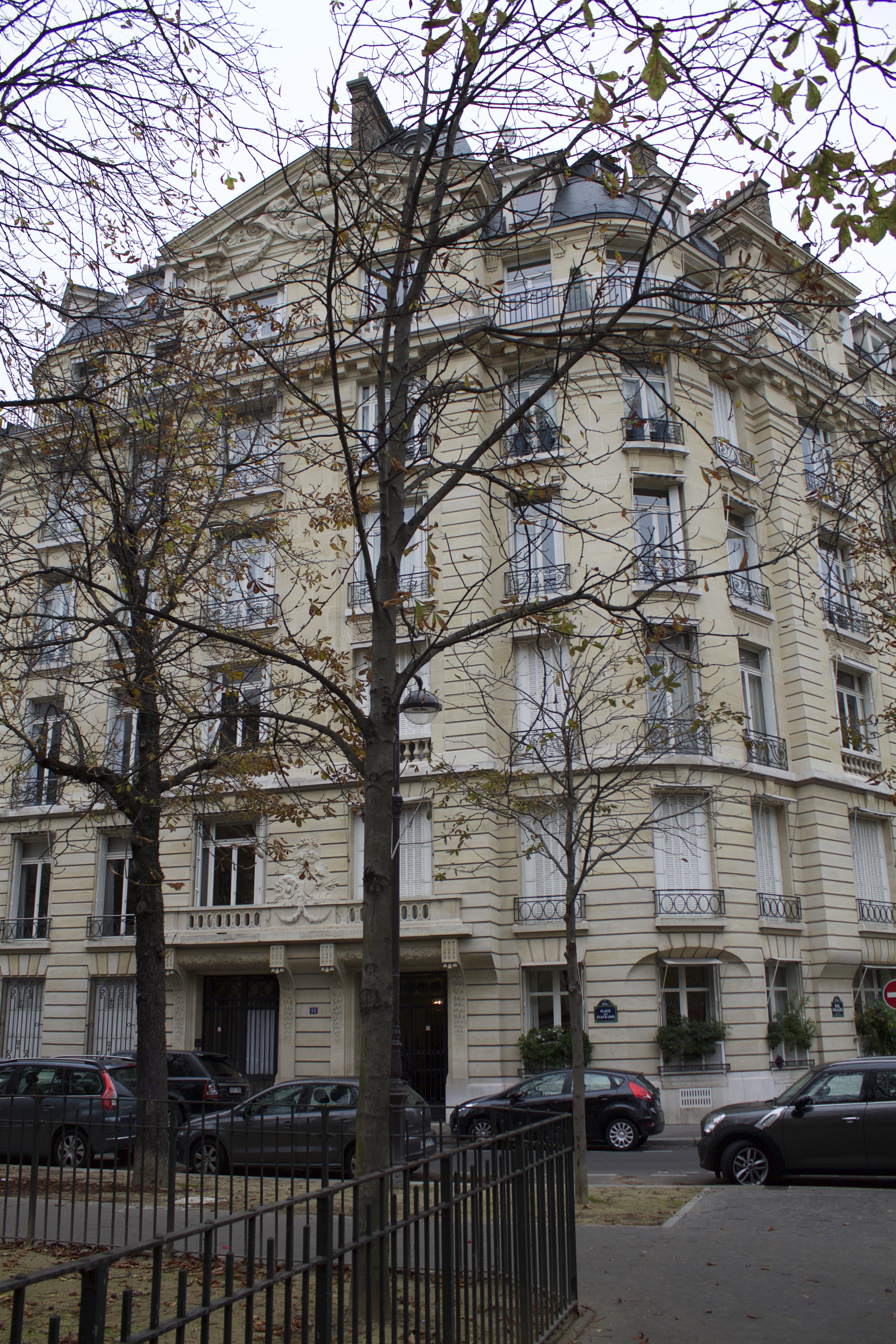
17-19, place des États-Unis.

- No 18 : immeuble construit par l'architecte Pierre Humbert pour Mlle de Montesquiou-Fezensac. Au deuxième étage, un drapeau et un blason indiquent qu'il s'agit de la résidence de l'ambassadeur du Belize en France.

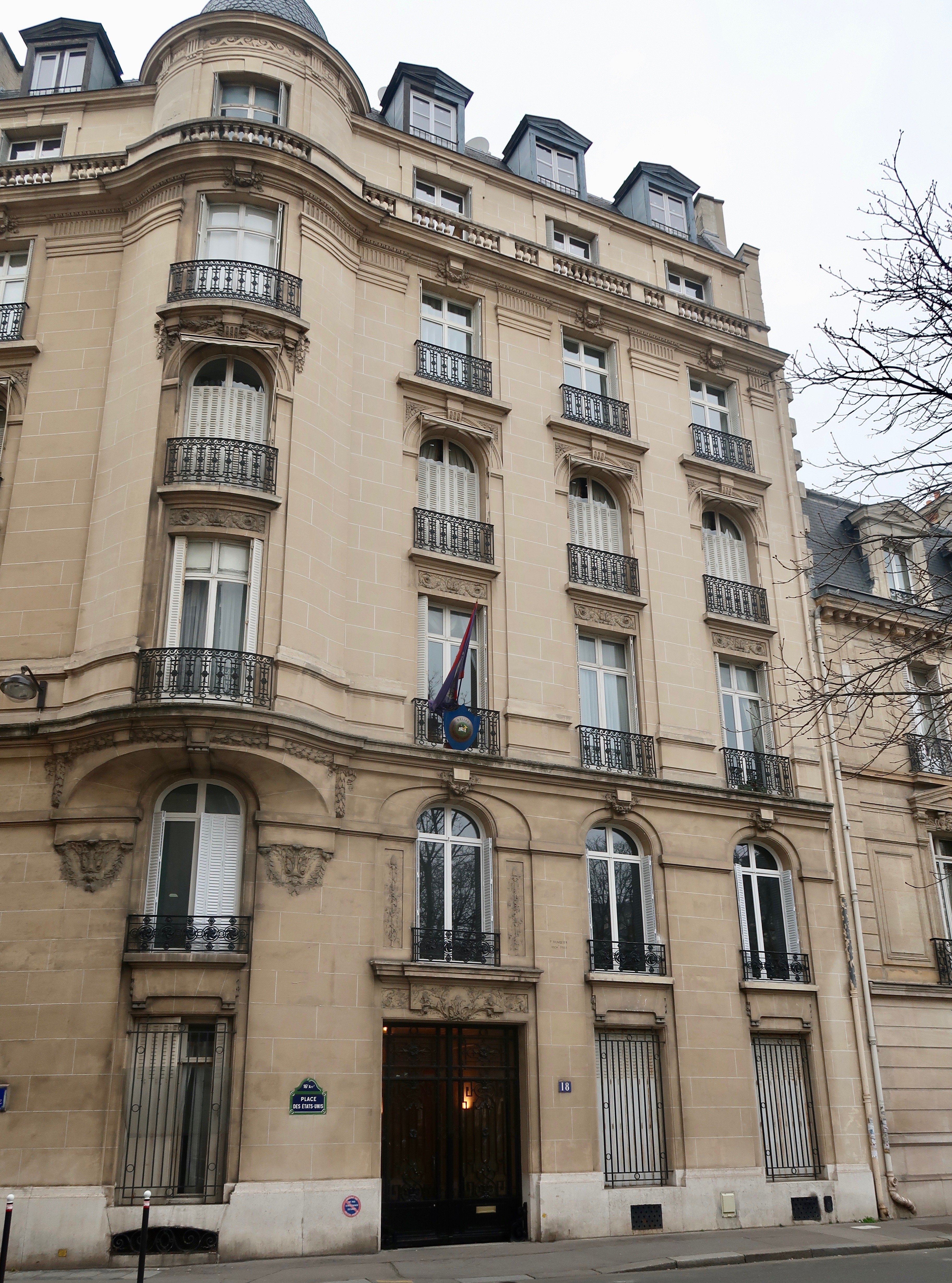
No 18.
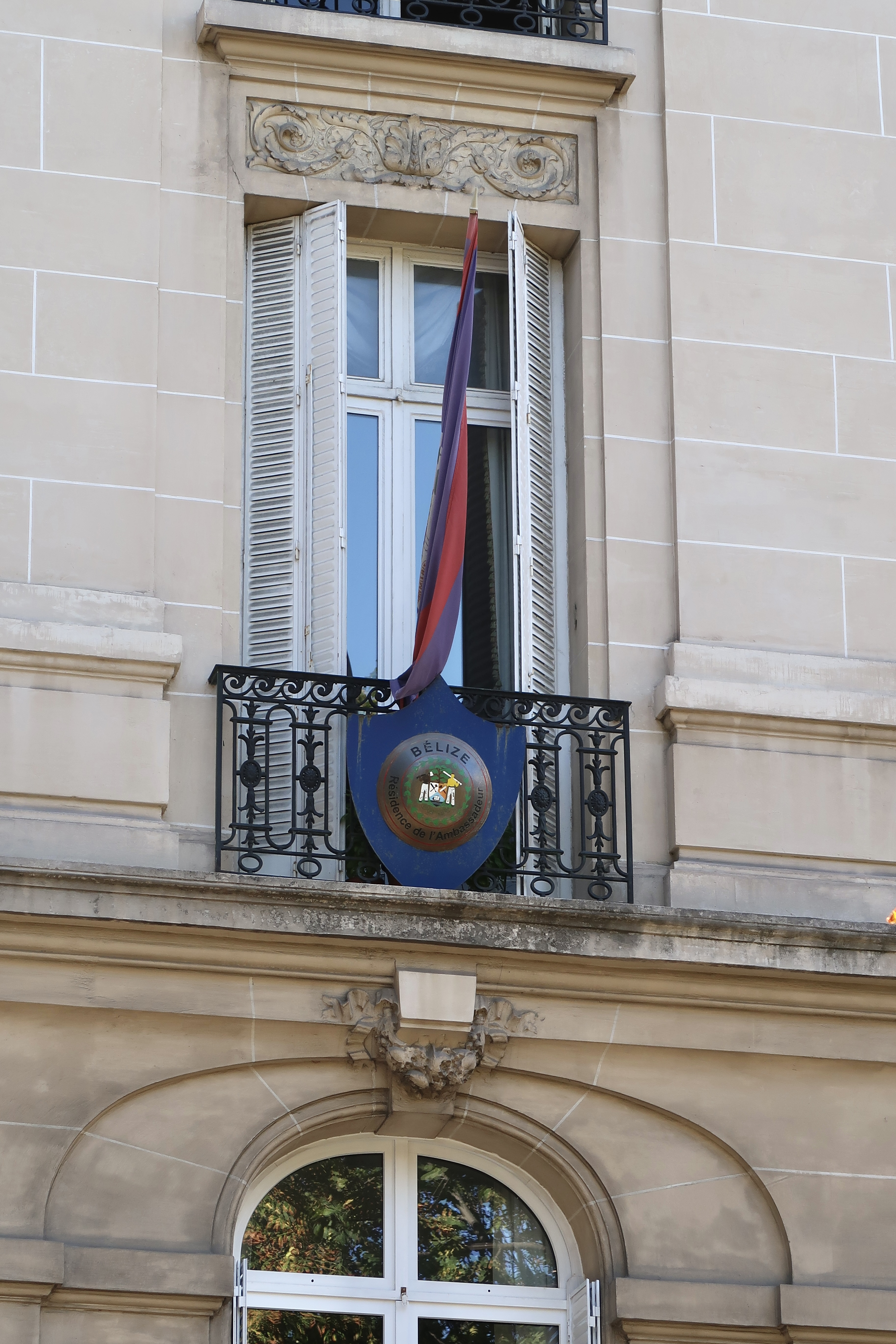
Détail.

## Au cinéma
- Une scène du film La Mémoire dans la peau (2002), figure le no 11, au croisement de la rue de l'Amiral-d'Estaing, comme l'hôtel particulier d'un ancien dictateur africain.